# Choeropotamus
Il cheropotamo (gen. Choeropotamus) è un mammifero artiodattilo estinto, appartenente ai cheropotamidi. Visse tra l'Eocene medio e l'Eocene superiore (circa 40 - 34 milioni di anni fa) e i suoi resti fossili sono stati ritrovati in Europa.

## Descrizione
Questo animale era un artiodattilo di taglia media, che poteva raggiungere le dimensioni di un pecari attuale. Il cranio era allungato ma dotato di un muso corto, con arcate zigomatiche strette. La cresta parietale era molto alta, e la regione occipitale era stretta. L'apofisi paroccipitale era molto simile a quella degli antracoteriidi. La mandibola era dotata di un ramo orizzontale basso, che terminava in una robusta apofisi angolare; la sinfisi mandibolare era lunga e si estendeva fino al limite tra il secondo e il terzo premolare inferiore.
In generale, i molari di Choeropotamus erano bunodonti o bunoselenodonti, e richiamavano quelli degli omacodontidi. I molari superiori erano dotati di corona bassa (brachiodonti) e avevano una taglia crescente verso il retro della mascella; erano di forma squadrata e dotati di quattro cuspidi principali; quella posterolinguale, probabilmente il metaconulo (l'ipocono era assente), era bulbosa e grande quanto il protocono. Era inoltre presente un paraconulo piccolo e un mesostilo ben sviluppato. Il quarto premolare superiore era grande, dal tubercolo esterno sostanzialmente raddoppiato e delimitato da una mezzaluna interna, mentre il terzo premolare superiore era a forma di grande cono massiccio. Il canino superiore era verticale, compresso lateralmente e dal margine posteriore tagliente.

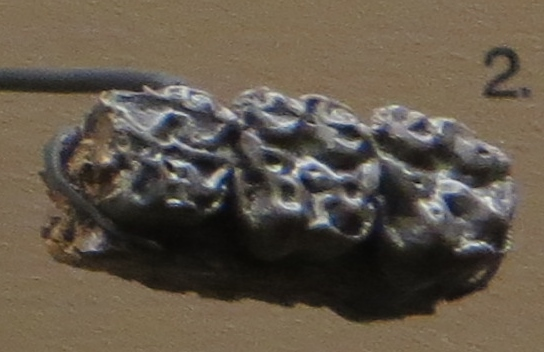
Molari di Choeropotamus depereti

I molari inferiori erano allungati, a quattro cuspidi, con due tubercoli esterni dotati di creste a forma di V. Il secondo e il terzo premolare inferiore erano dotati di una sola cuspide, mentre il quarto era unicuspidato o bicuspidato; il primo premolare era caniniforme, e vi era un lungo diastema tra il primo e il secondo premolare. Il canino inferiore, invece, era a forma di incisivo e diretto in avanti.

## Classificazione
Choeropotamus è il genere eponimo dei cheropotamidi, un gruppo di artiodattili arcaici tipici dell'Eocene e diffusi principalmente in Europa. Inizialmente la famiglia includeva il solo Choeropotamus, ma successivi studi hanno indicato strette somiglianze con il gruppo degli aplobunodontidi (Haplobunodontidae), comprendenti numerose forme. All'interno di questo gruppo, Choeropotamus occuperebbe una posizione derivata.

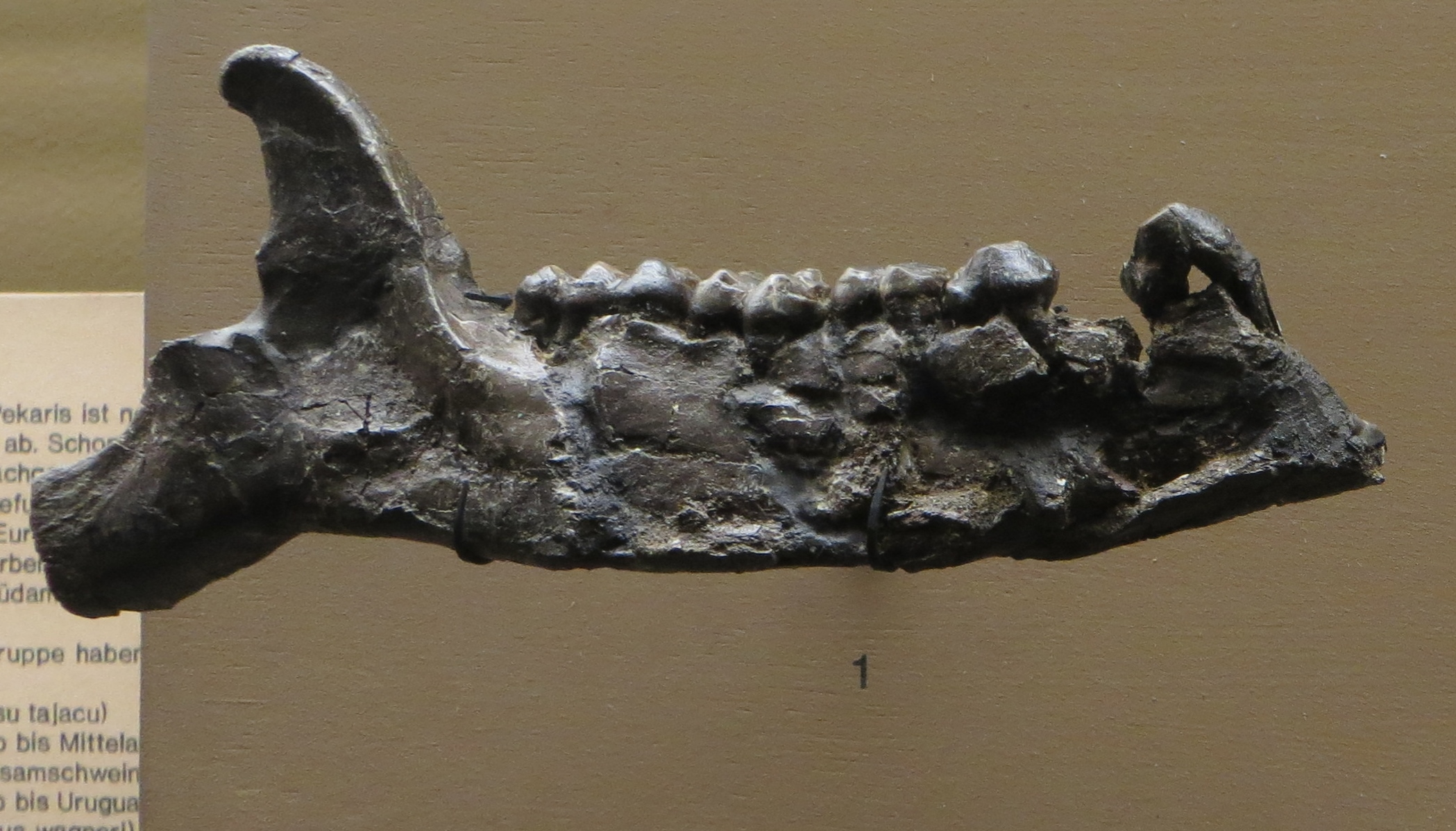
Mandibola di Choeropotamus affinis

La specie tipo, Choeropotamus parisiensis, venne descritta per la prima volta nel 1822 sulla base di resti fossili ritrovati nella zona di Montmartre nel bacino di Parigi (Francia), e venne studiata da Georges Cuvier. Fossili appartenenti a questa specie vennero poi ritrovati in vari giacimenti europei risalenti all'Eocene superiore, in Francia (La Debruge, Mas Saintes Puelles, Villeneuve la Comptal), Germania (Frohnstetten) e Regno Unito (Headon Hill e Seafield, Isola di Wight). Altre specie attribuite a questo genere sono C. affinis (anch'essa ritrovata in Francia e forse in Svizzera), C. lautricensis (Eocene medio di Lautrec, Francia), C. depereti (Francia e Svizzera) e C. sudrei (Francia e Spagna).
Le specie di Choeropotamus mostrano una spiccata tendenza all'aumento di dimensioni e alla maggiore complessità della dentatura nel corso del tempo, a partire dalla piccola C. lautricensis dell'Eocene medio fino alla grande C. parisiensis dell'Eocene superiore. Sembra che non vi sia mai stata più di una specie in un singolo sito. Le specie più specializzate erano C. parisiensis e C. affinis.